# Masicera similis
Masicera similis är en tvåvingeart som först beskrevs av Macquart 1851.  Masicera similis ingår i släktet Masicera och familjen parasitflugor. Inga underarter finns listade i Catalogue of Life.